# Шаво Одадж'ян
Шаво Одадж'ян (англ. Shavo Odadjian; вірм. Շավո Օդադջյան; нар. 22 квітня 1974, Єреван, Вірменія) — американський музикант вірменського походження, басист альтернативної метал-групи «System of a Down» і учасник групи Achozen. Він також грав на бас-гітарі в треп-групі під назвою North Kingsley.
Під час перерви у діяльності гурту з 2006 по 2010 рік Шаво співпрацював із засновником Wu-Tang Clan RZA над проектом під назвою AcHoZeN, який долучився до створення низки пісень до фільму "Вавилонська ніч". 2015 року вийшов альбом-компіляція, присвячений цій стрічці. Одаджян також є автором музичного супроводу до фільму, разом з The Rza та Гансом Циммером.

## Раннє життя
Шаво Одадж'ян народився в Єревані, Вірменська РСР, Радянський Союз. Він переїхав до Лос-Анджелеса у віці п'яти років і відвідував початкову школу Алекса Пілібоса, вірменську парафіяльну школу, разом з майбутніми колегами по групі Дароном Малакяном і Сержем Танкяном, хоча на той час вони не були знайомі через різницю у віці.

## Дискографія

### System of a Down
- 1998: System of a Down
- 2001: Toxicity
- 2002: Steal This Album!
- 2005: Mezmerize
- 2005: Hypnotize

### Achozen
- 2008:Альбом не виданий досі

## Нагороди
- В 2006 році System of a Down виграли свою першу премію Греммі в номінації «Найкраще хард-рок виконання» за пісню «В.Y.O.B.»;
- В 2006 році вони виграли «MTV Good Woodie Award» за свою пісню «Question!»;
- В 2006 році вони були #14 в VH1 Top 40 Metal Songs з «Toxicity»;
- В 2007 році вони були номіновані на премію Греммі в номінації «Найкраще хард-рок виконання» за пісню «Lonely Day».

## Спорядження

### Басси
- Gibson Thunderbird IV (Головний басс)
- Gibson Blackbird
- Ibanez BTB1000 or BTB500
- Music Man StingRay
- Meatball Iron 8088 Pro Super Bass

### Effects Pedal
- SansAmp bass pedal

### Підсилювачі
- 4 Ashdown ABM900 Evo II heads
- 4 Ashdown 8x10" Cabinets

1. ↑  Hartmann, Graham HartmannGraham. System of a Down's Shavo Odadjian Plays 'Wikipedia: Fact or Fiction?'. Loudwire (англ.). Процитовано 8 березня 2023.